# Rasa europoidă
Rasa europoidă (sau albă) este o clasificare rasială astăzi perimată a oamenilor în baza unei teorii a raselor biologice, astăzi infirmată. Rasa europoidă era în trecut considerată un taxon biologic care, în funcție de care din vechile clasificări pe rase se folosește, curpindea de regulă populațiile vechi și moderne din toate părțile Europei, Asiei de Vest, Asiei Centrale, Asiei de Sud, Africii de Nord, și Cornului Africii.
Introdusă în deceniul anilor 1780 de membri ai Școlii de istorie de la Göttingen⁠(d), termenul desemna una dintre cele trei presupuse rase majore ale omenirii (europoidă, Mongoloidă, și negroidă). În antropologia biologică, rasa europoidă a fost folosită ca termen-umbrelă pentru grupurile fenotipic similare din aceste regiuni diferite, cu concentrare pe anatomia scheletului, în special morfologia craniană, fără a ține cont de culoarea pielii. Ca urmare, populațiile „europoide” antică și modernă nu erau exclusiv „albe”, ci aveau piele de diverse culori, de la alb la brun închis.
De prin a doua jumătate a secolului al XX-lea, antropologii fiziciști au trecut de la o înțelegere tipologică a diversității biologice umane spre o perspectivă genomică bazată pe populații, și au început să înțeleagă rasele mai mult drept clasificări sociale ale oamenilor pe baza fenotipului și originii, conceptul având o dimensiune și în domeniul științelor sociale.
În Statele Unite, se folosește încă termenul Caucasian ca sinonim pentru albi⁠(d) sau europeni, persoane cu origini și strămoși din Orientul Mijlociu, sau nord-africane, utilizare care și ea este supusă criticilor.

## Populații contemporane

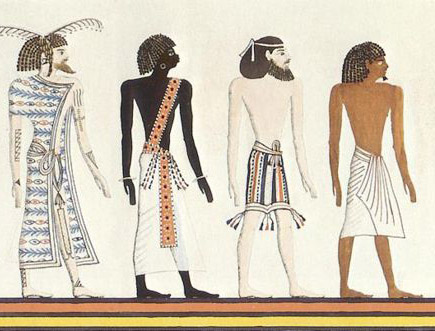
Desen din Cartea Porților, o frescă antică de pe mormântul faraonului Seti I, prezentând (începând de la stânga): libian alb, nubian, levantin, egiptean.

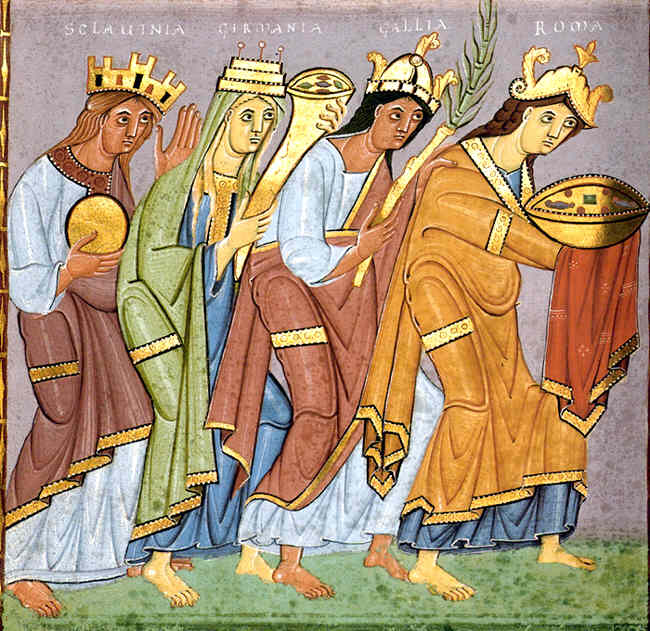
Alegorie a patru popoare din Europa dintr-o evanghelie datând din anul 990 d.C., care prezintă două nuanțe de culoare ale pielii („galben” și „maro deschis”) și patru culori ale părului, maro deschis (slavi), blond (germani), negru (galo-romani) și maro întunecat (latini romani).

Națiuni și regiuni în afara Europei cu populație semnificativă de origine europeană:

### Africa
- Africa de Sud (Sud-africani albi sau burii) — 9% din populație[22]
- Namibia — 7% din populație, cei mai mulți vorbitori de limbă africană, în comparație cu o minoritate de limba germană[23]
- Reunion — 25% din populație[24]
- Zimbabwe — 0,4% din populație
- Botswana — 0,5% din populație [25]
- Kenya
- Algeria
- Mauritius (Franco-mauritiani)
- Coasta de Fildeș (Francezi)[26]
- Senegal[27]
- Insulele Canare (Spanioli)
- Seychelles (Francezi)
- Insula Sfânta Elena (Regatul Unit), incluzînd și  Tristan da Cunha (Regatul Unit) — predominant europeni
- Eswatini — 3% din populație[28]
- Tunisia[29]

### Asia
- Siberia (Ruși, autohtoni rusificați, germani de pe Volga și ucrainieni)[30][31]
- Kazakhstan (Ruși și germani) — 30% din populație
- Uzbekistan — 5,5% din populație[32]
- Kârgâzstan — 13,5% din populație[33]
- Turkmenistan — 4% din populație[34]
- Tadjikistan[35]
- Hong Kong[36]
- Insula Crăciunului — aprox. 20% din populație

### Orientul Mijlociu
- Israel (Evrei așkenazi, evrei sefarzi)
- Liban (Libanezi)[37]

### America de Nord
- Groenlanda — 12% din populație[38]
- Canada (Canadieni albi) — 80% din populație[39]
- Statele Unite (Americani albi) — 75,1% din populație, inclusiv albii hispanici
- Mexic[40] (Mexicani albi) — 16–18% [41][42]

### America Centrală,CaraibeșiAmerica de Sud

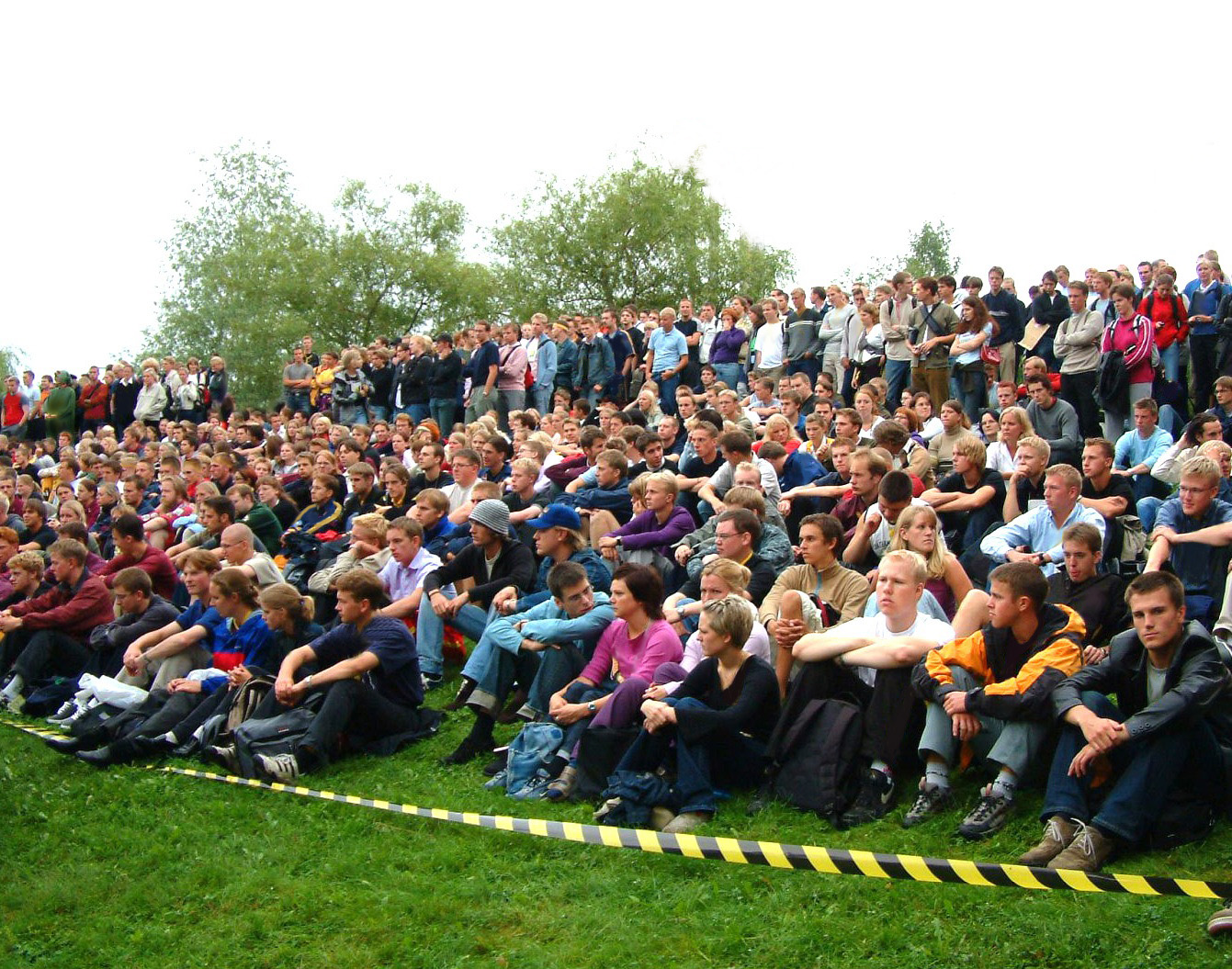
Germani argentinieni în Crespo (provincia argentiniană Entre Ríos)

- Argentina (Argentinieni albi) — 80% din populație[43]
- Bahamas — 12% din populație[44]
- Barbados — 4% din populație[45]
- Bermude — 34,1% din populație[46]
- Bolivia — 5% din populație[47]
- Brazilia (Brazilieni albi) — 49% din populație[48]
- Chile — 45% din populație[49]
- Columbia — 37% din populație[50]
- Costa Rica[51]
- Cuba (Cubanezi albi) — 60% din populație[52]
- Republica Dominicană — 16% din populație[53]
- Ecuador — 7% din populație[54]
- El Salvador — 9% din populație[55]
- Guiana Franceză — 12% din populație[56]
- Martinique — 5% din populație[57]
- Nicaragua — 17% din populație[58]
- Panama — 10% odin populație[59]
- Puerto Rico — aprox. 75% din populație[60]
- Peru — 15 % din populație[61]
- Trinidad și Tobago[62]
- Venezuela — 40 % din populație
- Uruguay — 88% din populație [63]
- Saint Barthélemy[64]
- Insulele Falkland/ Malvine, numai albi și cu strămoși britanici

### Oceania
- Australia (Australieni albi) — 94,9% din populație
- Noua Zeelandă (Neozeelandezi albi) — 78% din populație
- Noua Caledonie — 34,5% din populație
- Polinezia Franceză — 10% din populație[65]
- Hawaii — 24,7% din populație
- Guam — 6,9% din populație[66]
- Insula Norfolk, numai britanici albi originari din Australia sau Noua Zeelandă